# Finanzministerium des Landes Mecklenburg-Vorpommern

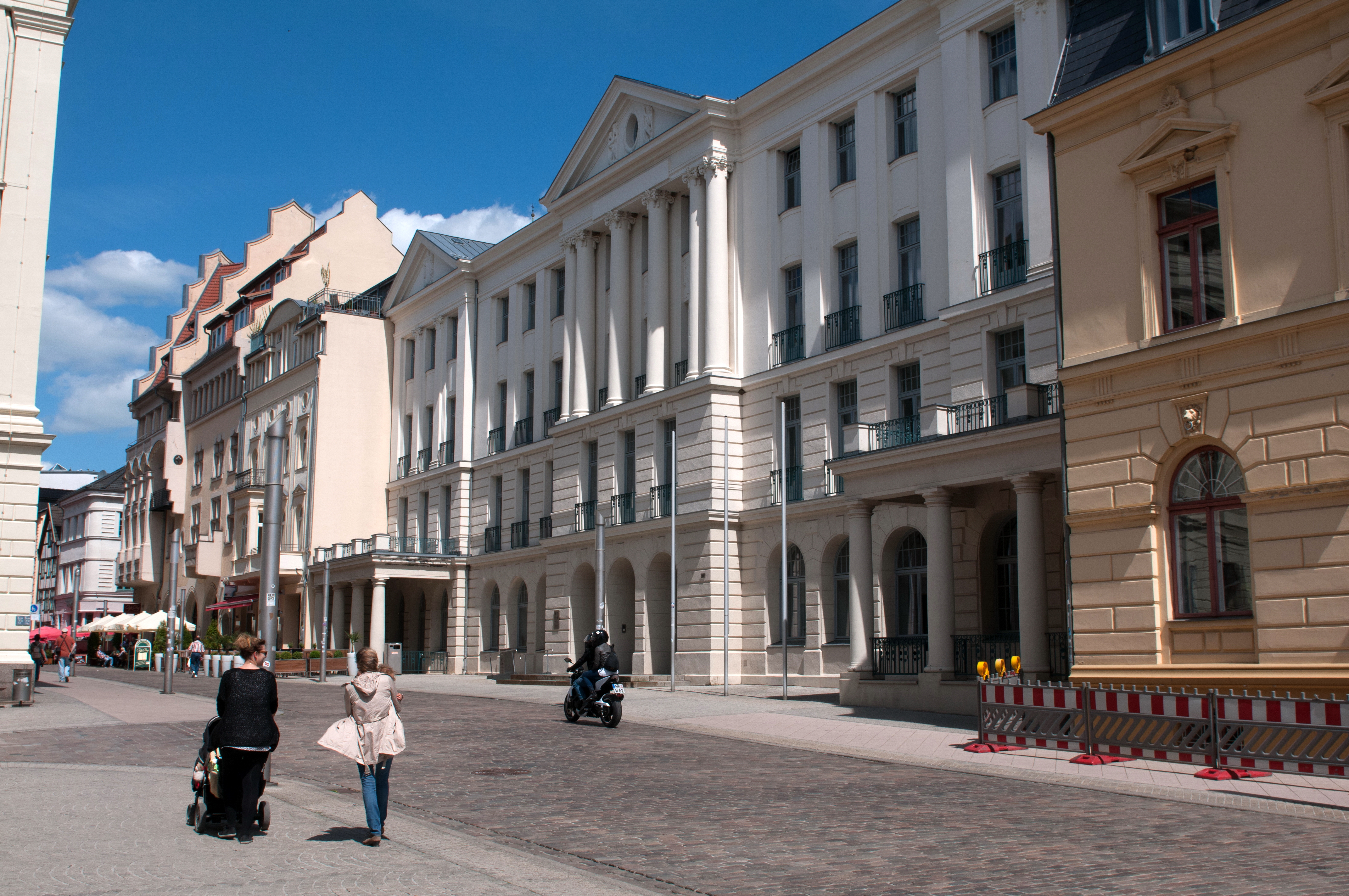
Sitz des Ministeriums in der Schloßstraße (Schwerin)

Das Finanzministerium des Landes Mecklenburg-Vorpommern mit Sitz in Schwerin ist eines von acht Ministerien der Landesverwaltung. Derzeitiger Finanzminister ist seit dem 15. November 2021 Heiko Geue (SPD). Amtschefin des Ministeriums ist Staatssekretärin Carola Voß.

## Aufgaben
Das Finanzministerium ist insbesondere für die Aufstellung des Landeshaushalts und die Rechnungslegung über Einnahmen und Ausgaben sowie die Vermögens- und Schuldenverwaltung des Landes zuständig. Das Finanzministerium ist auch für die Umsetzung und Durchführung bestehender Steuergesetze sowie die Aufsicht über Sparkassen zuständig. Auch das Zentrale Personalmanagement (PeM) der Landesregierung ist beim Finanzministerium angesiedelt. Es ist für die Umsetzung des Personalkonzepts der Landesregierung verantwortlich. Das Finanzministerium ist zentraler Ansprechpartner aller Fachministerien bei der Verwaltung der Beteiligungen, an denen das Land unmittelbar oder mittelbar beteiligt ist.

## Organisation
Das Finanzministerium ist entsprechend seiner Aufgabenbereiche in vier Abteilungen geordnet; innerhalb dieser Abteilungen bestehen sogenannte Referatsgruppen, welche wiederum in Referate – als kleinste organisatorische Einheit – gegliedert sind.

## Behörden und Einrichtungen im Geschäftsbereich
- das Landesamt für Finanzen M-V (LAF M-V)[4][5][6]
- 4 Staatliche Bau- und Liegenschaftsämter (SBL)[7]
- 10 Finanzämter[8] in MV
- die Staatlichen Schlösser, Gärten und Kunstsammlungen Mecklenburg-Vorpommern (SSGK M-V)

## Ehemalige Behörden und Einrichtungen im Geschäftsbereich
- das Landesamt zur Regelung offener Vermögensfragen M-V (LARoV, 1991–2010, zum 31. Dezember 2010 aufgelöst)[9]
- die Landeszentralkasse M-V (LZK, 1991–2017, zum 1. Januar 2018 mit dem Landesbesoldungsamt M-V zum Landesamt für Finanzen M-V zusammengelegt)[10]
- das Landesbesoldungsamt M-V (LBesA, 1991–2017, zum 1. Januar 2018 mit der Landeszentralkasse M-V zum Landesamt für Finanzen M-V zusammengelegt)[11]
- der Betrieb für Bau und Liegenschaften Mecklenburg-Vorpommern, 2019 aufgelöst